# Filipp Kirkorov
Filipp Bedrosovič Kirkorov (in russo Филипп Бедросович Киркоров?; in bulgaro Филип Бедросов Киркоров?, Filip Bedrosov Kirkorov; Varna, 30 aprile 1967) è un cantante, compositore e produttore discografico russo di origine bulgara. Figlio del cantante armeno-bulgaro Bedros Kirkorov (Krikoryan).
Filipp è stato per ben otto volte vincitore del premio Ovazione, cinque volte vincitore del World Music Awards (con il brano più eseguito in Russia), e ha ottenuto numerosi riconoscimenti tra cui Zolotoj Gramofon, Stopudovij Hit, Scarpa d'argento e il premio dell'annuale festival Canzone dell'anno. Nel 2002 ha ricevuto al festival cinematografico Kinotavr il premio come miglior attore per il suo ruolo musicale in Serate in una fattoria vicino Dikanki.
Considerato in patria lo Zar del pop e il Re dei remake, è noto anche per il suo stile stravagante. Ha condotto Faktor A, la versione russa di X Factor, insieme all'attuale presidente ucraino Volodymyr Zelens'kyj nel 2011 e con Aleksej Čumakov nel 2012.

## Biografia
Filipp Kirkorov è nato a Varna, in Bulgaria, nel 1967, ma ha trascorso la sua infanzia a Mosca. I suoi antenati erano armeni originari dell'Impero Ottomano. Si racconta che, quando Filipp salì per la prima volta su un palco, aveva solo cinque anni, durante un concerto del padre Bedros al teatro di Petrozavodsk. In quell'occasione, il padre eseguì una sua canzone autobiografica, dedicata ai carristi sovietici, che aveva incontrato a Varna nel 1944. Alla fine dell'esibizione, Filipp salì sul palco e regalò al padre un garofano. Fu così che Bedros colse l'opportunità per presentarlo al pubblico del teatro, dal quale Filipp ricevette il suo primo applauso..

### Istruzione
- Termina la scuola numero 413 ricevendo una medaglia d'oro[3]. Successivamente tenta l’ammissione all’istituto teatrale, ma non supera gli esami di ingresso[4].
- Conclude gli studi presso la scuola musicale, diplomandosi in pianoforte e chitarra.
- Tra il 1984 e il 1988 frequenta la Scuola Statale di Musica Gnesin, nel dipartimento di commedia musicale[5].

### Carriera musicale
Nel novembre 1985 fa la sua prima apparizione televisiva nel programma Cerchio più largo, esibendosi con la canzone "Alelsha" in lingua bulgara.
Nel 1999 Michael Jackson, rimasto piacevolmente colpito dall’esibizione di Kirkorov ai World Music Awards, lo invita a esibirsi in coppia durante lo spettacolo Michael Jackson & Friends, tenutosi a Monaco di Baviera.
Dal 2000 si dedica anche alla produzione musicale, oltre a proseguire con i propri concerti.
Nel 2017, dopo un duetto con il rapper Timati, firma un contratto con la casa discografica Black Star.
Il suo primo lavoro musicale, Zvet Nastroenija Sinii, viene prodotto dall'etichetta Black Star  e ottiene un buon successo nel mercato discografico russo; successivamente Kirkorov pubblica Ibiza insieme a Nikolaj Baskov. Anche questo album si rivela un successo.
Nel settembre del 2018 pubblica, insieme a Egor Krid, il brano Zvet Nastroenija Černy, che diventa una hit, raggiungendo la vetta delle classifiche e superando i 100 milioni di visualizzazioni su YouTube.
Nel terzo millennio intraprende anche l'attività di manager musicale, lanciando la carriera di diversi cantanti russi, alcuni dei quali scoperti personalmente da lui.

## Discografia

### Album in studio
- 1990 - Philipp
- 1990 - Sinbat-Morechod
- 1991 - Nebo I Zemlja (Cielo e Terra)
- 1991 - Ti, Ti, Ti
- 1992 - Takoj Sjakoj (Un buono a nulla)
- 1994 - Ja Ne Rafael (Non sono un Raffaello)
- 1995 - Primadonna
- 1995 - Ckazi Solncu - "Da" (Dillo al Sole "Si")
- 1998 - Edinstvenaja (L'Unica)
- 1998 - Oi, Mama Šika Dam (Oh, mamma, che eleganza)
- 2000 - Chelofilija (Ossessionato dalla bellezza)
- 2001 - Magico Amor
- 2002 - Vlublonij I Bezumno Odinokij (Innamorato e terribilmente solo)
- 2003 - Neznakomka (Sconosciuta)
- 2007 - For You
- 2011 - Drugoj (Altro)
- 2016 - JA (IO)
- 2018 - Zvet Nastroenija (Malinconia...)

### Album dal vivo
- 2001 - Včera, Segodnja, Zavtra... (Ieri, Oggi, Domani ... )

### Raccolte
- 2003 - Lučšie Pesni (Le Migliori Canzoni)
- 2004 - Dueti (Duetti)

### Singoli
- Sajka Moja (1996) (La mia Saika)
- Ja za tebja umru (2001) (Morirò per te)
- Strannik (2008) (Il pellegrino)
- Sneg (2011) (Neve)
- Poslednaja Vesna di Timati (2017) (L'ultima primavera)
- Zvet Nastroenja Sinii (2018) (Sono triste, voglio bere)
- Ibiza feat Nikolay Baskov (Prod. Stas Mikhaylov) (2018)
- Zvet Nastroenija Černy di Egor Krid (2018) (Umor nero)
- Stesnenie Propala (2019) (Estasi)
- Rolex (con DAVA) (2020)
- Chobbi (con Anna Asti; 2022)( Sei il mio hobby)